# Urząd Föhr-Amrum
Urząd Föhr-Amrum (niem. Amt Föhr-Amrum) - urząd w Niemczech w kraju związkowym Szlezwik-Holsztyn, w powiecie Nordfriesland
, obejmuje swoim zasięgiem dwie wyspy: Föhr oraz Amrum. Siedziba urzędu znajduje się w mieście Wyk auf Föhr.
 
W skład urzędu wchodzi 15 gmin, z czego 12 położonych jest na wyspie Föhr a trzy na wyspie Amrum: 
1. Alkersum
2. Borgsum
3. Dunsum
4. Midlum
5. Nebel (Amrum)
6. Norddorf (Amrum)
7. Nieblum
8. Oevenum
9. Oldsum
10. Süderende
11. Utersum
12. Witsum
13. Wittdün (Amrum)
14. Wrixum
15. Wyk auf Föhr